# فنسنت فينتر
فنسنت فينتر (بالإنجليزية: Vincent Winter)‏ هو منتج أفلام وممثل بريطاني، ولد في 29 ديسمبر 1947 في المملكة المتحدة، وتوفي بنفس المكان في 2 نوفمبر 1998 بسبب نوبة قلبية.

## وصلات خارجية
- فنسنت فينتر على موقع IMDb (الإنجليزية)
- فنسنت فينتر على موقع روتن توميتوز (الإنجليزية)
- فنسنت فينتر على موقع ألو سيني (الفرنسية)
- فنسنت فينتر على موقع تيرنر كلاسيك موفيز (الإنجليزية)
- فنسنت فينتر على موقع أول موفي (الإنجليزية)
- فنسنت فينتر على موقع قاعدة بيانات الأفلام السويدية (السويدية)
- فنسنت فينتر على موقع قاعدة بيانات الفيلم (الإنجليزية)
- فنسنت فينتر على موقع كينوبويسك (الروسية)